# Khúc Ốc Hoàn thúc
Khúc Ốc Hoàn Thúc (chữ Hán: 曲沃桓叔, 802 TCN – 731 TCN), tên thật là Cơ Thành Sư (姬成師) là vị quý tộc nước Tấn - một chư hầu của nhà Chu trong lịch sử Trung Quốc. Ông tham gia cuộc chiến giành ngôi vua nước Tấn giữa thế kỷ 8 TCN.

## Thân thế
Cơ Thành Sư là con thứ của Tấn Mục hầu – vua thứ 9 nước Tấn và là em của Tấn Văn hầu – vua thứ 11 nước Tấn. Ông sinh năm 802 TCN. Năm 746 TCN, Văn hầu mất, con là Tấn Chiêu hầu lên thay.

## Tranh ngôi thất bại
Năm 745 TCN, Cơ Thành Sư đã 58 tuổi, được cháu là Tấn Chiêu hầu phong cho cai quản đất Khúc Ốc vốn là ấp lớn nhất trong nước, lớn hơn cả kinh đô nước Tấn tại đất Dực. Thành Sư trở thành Khúc Ốc Hoàn Thúc.
Thành Sư ra sức thi hành đức độ với nhân dân. Người nước Tấn hướng về ông. Kẻ sĩ nước Tấn cho rằng việc này sẽ gây ra loạn lạc.
Năm 739 TCN, đại phu nước Tấn là Phan Phù giết chết Tấn Chiêu hầu và rước Khúc Ốc Hoàn Thúc về làm vua nước Tấn. Tuy nhiên Hoàn Thúc vào đất Dực chưa lâu thì bị người nước Tấn tập hợp lại đánh đuổi. Hoàn Thúc bỏ chạy về Khúc Ốc.
Người nước Tấn giết chết Phan Phù và lập con của Chiêu hầu là Cơ Hình lên ngôi, tức là Tấn Hiếu hầu. Người nước Tấn ở đất Dực tuy khôi phục được ngôi vua cho chi trưởng, nhưng không tiêu diệt được lực lượng chi thứ ở Khúc Ốc. Hai chính quyền tồn tại cùng lúc.
Năm 731 TCN, Hoàn Thúc mất tại thành Khúc Ốc, thọ 72 tuổi. Con ông là Cơ Thiện lên tiếp quản thành Khúc Ốc, gọi là Khúc Ốc Trang Bá.